# Tituria maculata
Tituria maculata är en insektsart som beskrevs av Kuoh. Tituria maculata ingår i släktet Tituria och familjen dvärgstritar. Inga underarter finns listade i Catalogue of Life.